# 데이비드 카니
데이비드 레이먼드 카니(영어: David Raymond Carney, 1983년 11월 30일 ~)는 오스트레일리아의 전 축구 선수로, 현역 시절 포지션은 레프트 윙어 및 레프트 백이었다.
오스트레일리아 축구 국가대표팀에서는 2006년부터 48경기에서 6골을 기록했으며, 2007년 AFC 아시안컵, 2008년 하계 올림픽, 2010년 FIFA 월드컵, 2011년 AFC 아시안컵 대표로 활동한 바 있다.